# Jennifer Klein
Jennifer Klein (Tulln an der Donau, 11 gennaio 1999) è una calciatrice austriaca, centrocampista del St. Pölten e della nazionale austriaca.

## Carriera

### Club
Klein ha iniziato la sua carriera calcistica nel 2006 nelle giovanili dell'FC Tulln, dove ha giocato con i ragazzi fino al suo trasferimento al Neulengbach nel 2013. Ha fatto la sua prima apparizione agonistica per la squadra nella ÖFB Bundesliga femminile l'11 maggio 2014 contro il Landhaus.
Il primo gol di Klein è arrivato il 9 settembre 2015 nel 1º turno della ÖFB Ladies Cup contro l'MFFV 23 BWH Hörnwald. In campionato, ha segnato il suo primo gol l'11 giugno 2016 in una partita contro lo Sturm Graz.
All'inizio della stagione 2017-2018, Klein si è trasferita ai campioni in carica del St. Pölten.
Insieme a Katharina Naschenweng e alla compagna di squadra nel SKN Laura Wienroither si trasferisce in Germania, all'Hoffenheim, nell'estate 2018, firmando un contratto annuale e giocando la sua prima stagione tedesca inizialmente nella squadra riserve U-20 (Hoffenheim II) in 2. Frauen-Bundesliga venendo poi aggregata alla prima squadra del tecnico Jürgen Ehrmann all'inizio del 2019.

### Nazionale
Klein viene convocata dalla Federcalcio austriaca per la prima volta nel 2014, chiamata dal tecnico Dominik Thalhammer a indossare la maglia della formazione Under-17 debuttando in occasione dell'amichevole del 6 agosto con le pari età dell'Ungheria per poi essere riconfermata in rosa con la squadra che disputa l'Europeo di Inghilterra 2014 scendendo in campo in tutti i tre incontri del gruppo A prima dell'eliminazione dal torneo già alla fase a gironi. Rimasta in quota anche per gli anni successivi, oltre aver marcato 3 presenze a un torneo in Irlanda con l'Under-16 nel 2015, viene inserita in rosa anche con la squadra che affronta le qualificazioni all'Europeo di Islanda 2015. Durante questa fase viene impiegata in tutti i sei incontri giocati dalla sua nazionale, superati a punteggio pieno nella prima fase ma che con due sconfitte e una sola vittoria nella fase élite non riesce ad accedere alla fase finale. Thalhammer la conferma anche per la successiva fase di qualificazione all'Europeo di Bielorussia 2016, disputando cinque dei complessivi sei incontri delle due fasi, fallendo nuovamente l'accesso alla fase finale causa la sconfitta per 4-1 con la Germania del 24 marzo 2016, l'ultima del gruppo 1 della fase élite e l'ultima giocata da Klein con la maglia dell'U-17.
Sempre nel 2015 arriva la sua prima convocazione in Under-19 da parte del tecnico Irene Fuhrmann, dove fa il suo esordio nell'amichevole del 12 agosto vinta sulla Norvegia per 1-0. Fuhrmann continua a darle fiducia chiamandola in una serie di amichevoli prima di inserirla nella rosa delle giocatrici impegnate nelle qualificazioni all'Europeo di Norvegia 2017, dove gioca tutti i tre incontri del gruppo 3 della prima fase, siglando anche la sua prima rete nella vittoria per 3-0 sulla Lituania ma dove la sua nazionale non riesce a passare il turno come ripescata dalle migliori seconde. Nuovamente in rosa anche per le successiva fase di qualificazione all'Europeo di Svizzera 2018, scende in campo in tutti i tre incontri della prima fase, dove il 23 ottobre 2017 va nuovamente a rete fissando il risultato sul 3-0 nella vittoria sulla Belgio, con l'Austria che chiude da imbattuta il gruppo 8 ma che non riesce ad essere altrettanto incisiva nella successiva fase élite, qui ulteriori 3 presenze per Klein, ottenendo solo due punti nel gruppo 4 e fallendo nuovamente l'accesso alla fase finale.
Nel frattempo Thalhammer, che ricopre l'incarico di commissario tecnico della nazionale maggiore congiuntamente alla Under-17, inizia a convocarla più volte nel corso del 2017 facendola infine debuttare il 23 novembre, nell'incontro vinto 2-0 su Israele valido per le qualificazioni al Mondiale di Francia 2019, rilevando Nadine Prohaska al 64'.
In seguito sia Thalhammer che Fuhrmann, che lo ha affiancato e poi lo sostituisce sulla panchina della nazionale dal luglio 2020, la convocano con regolarità, giocando sia nelle edizioni 2018 e 2019 della Cyprus Cup che nel corso delle qualificazioni all'Europeo di Inghilterra 2022.

## Palmarès

### Club
- Campionato austriaco: 5

St. Pölten: 2017-2018, 2020-2021, 2021-2022, 2022-2023, 2023-2024
- Coppa d'Austria: 2

St. Pölten: 2017-2018, 2021-2022